# Lithobius speluncarum
Lithobius speluncarum är en mångfotingart som beskrevs av Fanzago 1877. Lithobius speluncarum ingår i släktet Lithobius och familjen stenkrypare. Inga underarter finns listade i Catalogue of Life.